# Роберт Джозеф Гей Севідж
Роберт Джозеф Гей Севідж (англ. Robert Joseph Gay Savage; 2 липня 1927 — 9 травня 1998) — британський палеонтолог, провідний фахівець з викопних ссавців свого часу. Він пропрацював в Бристольському університеті майже 40 років і вивчав скам'янілості по всьому світу, особливо в Північній і Східній Африці. У 1986 році він випустив науково-популярну книгу «Еволюція ссавців: Ілюстрований довідник» і спільно редагував кілька книг у серії «Викопні хребетні Африки» з палеонтологом Луїсом Лікі.